# Ryczów (Silésie)
Pour les articles homonymes, voir Ryczów.
Ryczów est une localité polonaise de la gmina d'Ogrodzieniec, située dans le powiat de Zawiercie en voïvodie de Silésie. Sa population s'élevait à 891 habitants en 2011.